# Wilhelm Weise
Paul Wilhelm Richard Weise, född 1846 i Brandenburg, död 1915, var en tysk skogsman.
Weise anställdes 1877 vid skogsförsöksanstalten i Eberswalde och blev 1882 föreståndare för densamma samt lärare vid forstakademien där. Åren 1891-96 var han professor vid Münchens forstakademi samt dess direktor. 
Weise utgav bland annat Ertragstafeln für die Kiefer (1880; sammandrag av William Schlich, på engelska 1888), ett på sin tid mycket framstående arbete, och Leitfaden für den Waldbau (1887; fjärde upplagan 1911). Åren 1881-86 redigerade Weise "Chronik des deutschen Forstwesens" samt grundlade och utgav 1892-1901 (17 band) en egen skoglig publikation, "Mündener forstliche Hefte". Under samma tid var han även medredaktör för "Zeitschrift für Forst- und Jagdwesen". I de nämnda publikationerna publicerade han en mängd värdefulla avhandlingar som vittnar om djup kännedom om den tyska skogslitteraturen.